# Тити, Адиль
Адиль Тити (швед. Adil Titi; род. 20 августа 1999, Швеция) — шведский футболист, полузащитник клуба «Браге».

## Клубная карьера
Футболом начал заниматься в пятилетнем возрасте в «Раннебергене». В 14 лет перешёл в «Гуннильсе», откуда два года спустя перебрался в академию «Гётеборга». Первую игру за основную команду провёл 23 августа 2017 года во втором раунде кубка Швеции против «Ландветтера», появившись на поле на 62-й минуте вместо Сэма Адекугбе. В январе 2018 года подписал с «Гётеборгом» трёхлетний контракт. Дебют в чемпионате Швеции состоялся только 29 апреля 2019 года в игре с АИК, заменив в компенсированное ко второму тайму время Аугуста Эрлингмарка. В 2020 году вместе с командой дошёл до финала кубка страны. В решающем матче против «Мальмё» Тити появился на поле на 117-й минуте, а его команда победила в дополнительное время со счётом 2:1 и завоевала трофей.
25 августа 2020 года на правах аренды до конца сезона перешёл в «Норрбю». Провёл за команду 10 матчей. Перед началом следующего сезона отправился в очередную аренду в «Браге». В его составе 11 апреля 2021 года дебютировал в Суперэттане в игре первого тура с «Акрополисом». По окончании сезона покинул «Гётеборг» и подписал с «Браге» полноценный контракт на три года.

## Карьера в сборной
Выступал за юношескую сборную Швеции. В её составе дебютировал 6 июня 2017 года в товарищеском матче с Венгрией. Тити вышел в стартовом составе и на 8-й минуте встречи забил гол.

## Достижения
Гётеборг
- Обладатель Кубка Швеции: 2019/20

## Клубная статистика
| Выступление      | Выступление      | Выступление      | Лига | Лига | Кубки | Кубки | Конт. кубки | Конт. кубки | Итого | Итого |
| Клуб             | Лига             | Сезон            | Игры | Голы | Игры  | Голы  | Игры        | Голы        | Игры  | Голы  |
| ---------------- | ---------------- | ---------------- | ---- | ---- | ----- | ----- | ----------- | ----------- | ----- | ----- |
| Гётеборг         | Алльсвенскан     | 2017             | 0    | 0    | 1     | 0     | 0           | 0           | 1     | 0     |
| Гётеборг         | Алльсвенскан     | 2019             | 8    | 0    | 2     | 0     | 0           | 0           | 10    | 0     |
| Гётеборг         | Алльсвенскан     | 2020             | 6    | 0    | 3     | 0     | 0           | 0           | 9     | 0     |
| Гётеборг         | Итого            | Итого            | 14   | 0    | 6     | 0     | 0           | 0           | 20    | 0     |
| Норрбю           | Суперэттан       | 2020             | 9    | 0    | 1     | 0     | 0           | 0           | 10    | 0     |
| Норрбю           | Итого            | Итого            | 9    | 0    | 1     | 0     | 0           | 0           | 10    | 0     |
| Браге            | Суперэттан       | 2021             | 24   | 0    | 4     | 0     | 0           | 0           | 28    | 0     |
| Браге            | Суперэттан       | 2022             | 2    | 0    | 1     | 0     | 0           | 0           | 3     | 0     |
| Браге            | Итого            | Итого            | 26   | 0    | 5     | 0     | 0           | 0           | 31    | 0     |
| Всего за карьеру | Всего за карьеру | Всего за карьеру | 49   | 0    | 12    | 0     | 0           | 0           | 61    | 0     |